# Нагорное (Воронежская область)
Нагорное — хутор в Россошанском районе Воронежской области.
Входит в состав Морозовского сельского поселения.

## География
На хуторе имеется одна улица — Зелёная Роща.

## История
В 1999 году хутор Нагорное-2 переименован в Нагорное.

## Население
| 2010 |
| ---- |
| 137  |